# مکان هندسی پلانکی

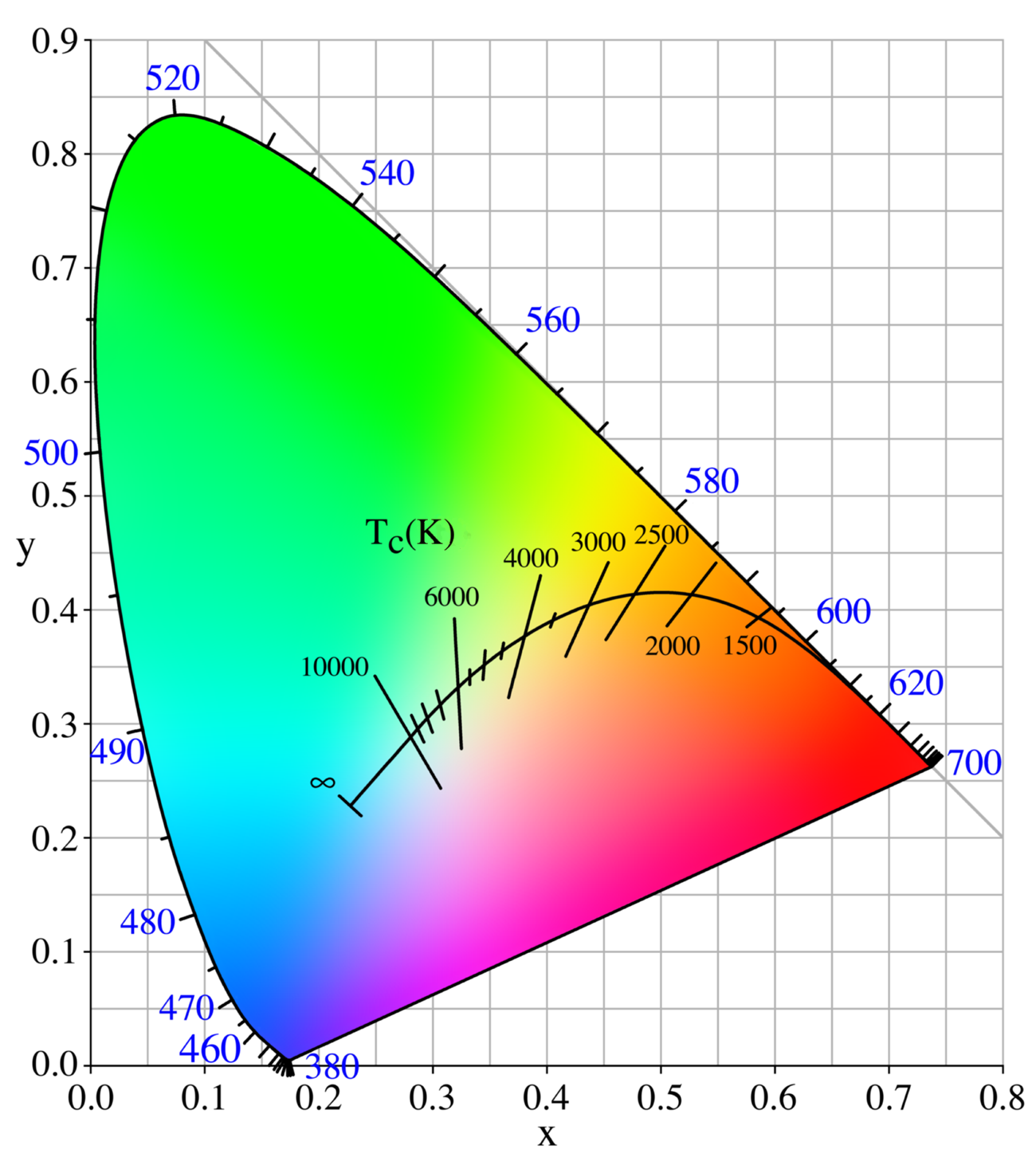
مکان هندسی پلانکی در نمودار رنگی CIE 1931

در فیزیک و علم رنگ ، مکان هندسی پلانکی یا مکان هندسی جسم سیاه ، مسیر یا مکان هندسی است که تغییر رنگ یک جسم سیاه فروزنده در اثر تغییر دما در فام‌داری خاصی ایجاد می‌کند. این مسیر از سرخی در دماهای پایین شروع شده تا نارنجی ، سفید مایل به زرد ، سفید و در نهایت سفید متمایل به آبی در دمای بسیار بالا ادامه پیدا می‌کند.